# شهرداری ام صلال
شهرداری ام صلال (به عربی: بلدية أم صلال) یکی از شهرداری‌های کشور قطر به مرکزیت ام صلال علی است. جمعیت این شهرداری ۶۰٬۵۰۹ نفر است.